# Attrezzo

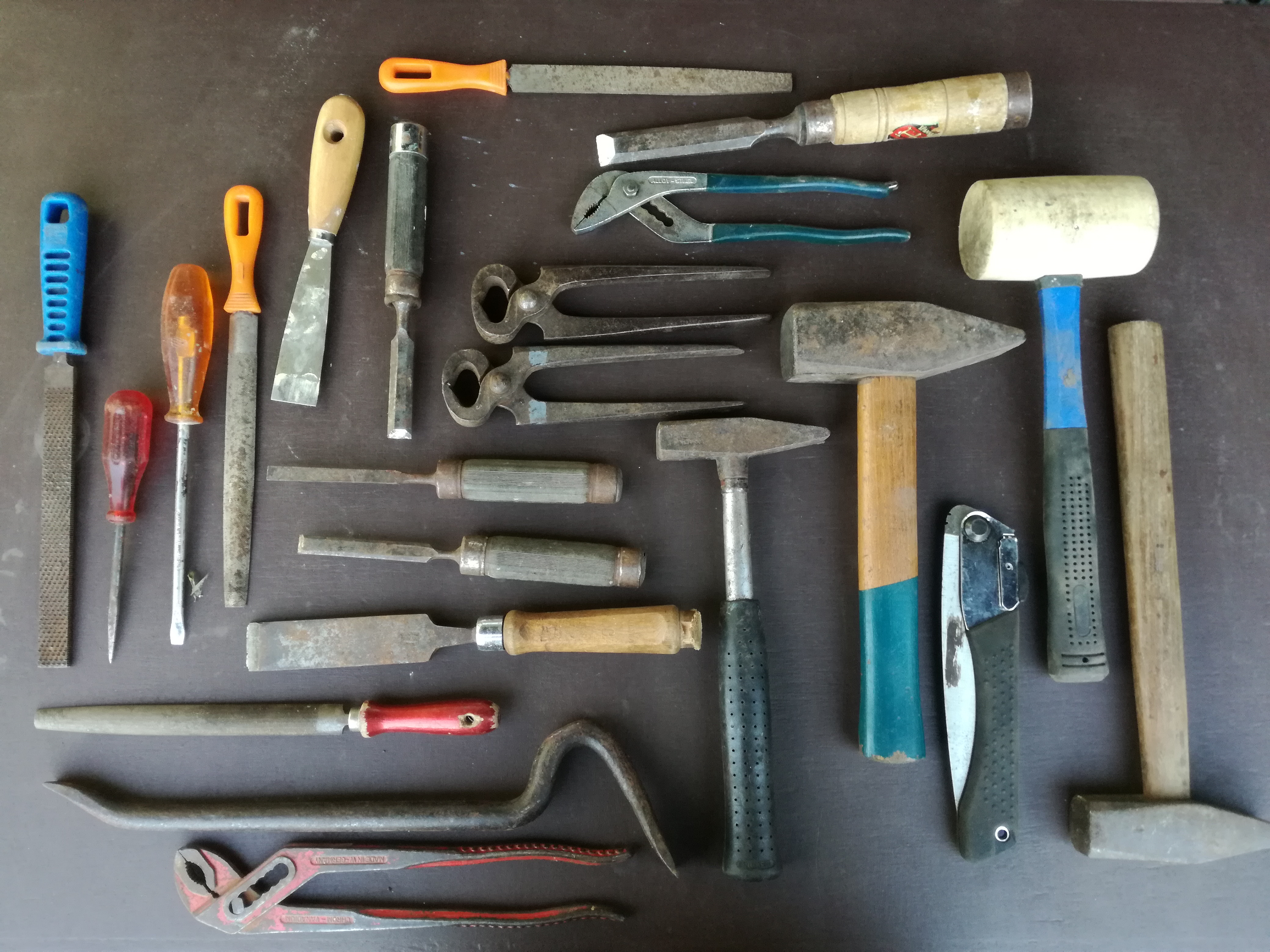
Alcuni esempi di attrezzi

Un attrezzo (anche utensile o attrezzatura se riferito ad un assieme composto da più elementi) indica generalmente uno strumento utilizzato nella meccanica applicata, adoperato per eseguire una determinata operazione manuale.
Il termine "attrezzo" è utilizzato anche all'infuori dell'ambito originario e tradizionale (ad esempio: sport, arte, cucina, linguaggio comune) per significare genericamente uno "strumento", un "mezzo" o un'"arnese", anche non materiali.
Il termine "attrezzatura" può indicare un oggetto più complesso di un semplice attrezzo (ad esempio un porta-mandrino di un tornio), spesso specifica per un impiego dedicato, articolato in più fasi.

## Storia

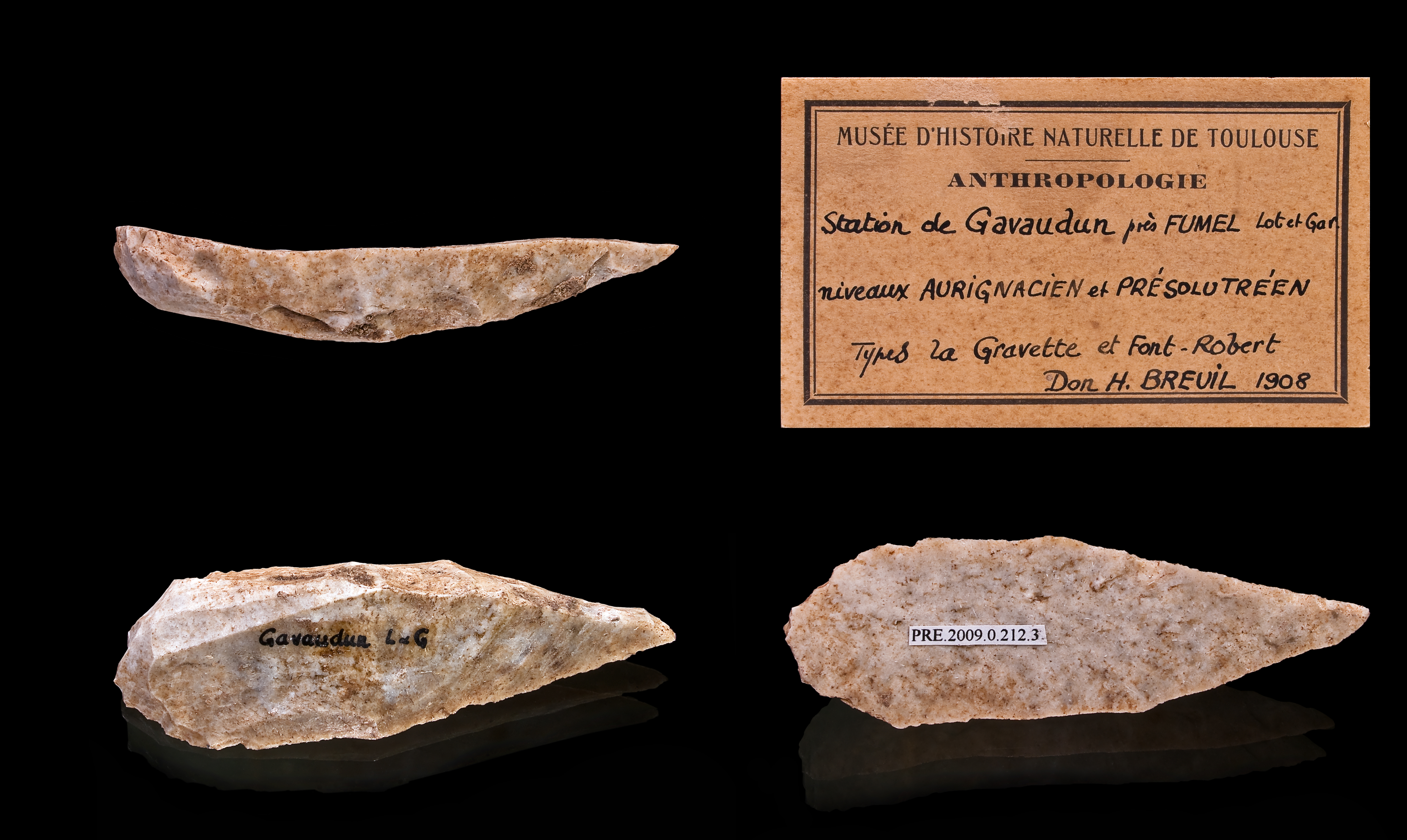
Raschiatoio in selce dell'età della pietra (XXIX millennio c. a.C., Museo di storia naturale di Tolosa)

L'uso di attrezzi e strumenti per facilitare il lavoro manuale risale all'età della pietra. In quell'epoca, gli uomini hanno cominciato a fabbricare coltelli primitivi per tagliare pellame, carni di animale e altro. I primi strumenti che sfruttavano un'azione meccanica risalgono ai periodi alessandrini dell'antica Grecia e un loro maggiore utilizzo si è diffuso con l'avvento del Medioevo. In questa epoca l'energia dell'acqua e del vento è stata sfruttata con attrezzature via via sempre più complesse. Oggi alcuni attrezzi da lavoro meccanico sono diventati piccolissimi e multifunzione (si pensi all'avvento della nanotecnologia in cui gli strumenti sono di dimensioni molecolari).

## Tipi e classificazione
I sistemi di classificazione degli utensili da lavoro possono fare riferimento alla funzione principale dello strumento stesso o al settore di impiego (nello specifico alla professione svolta da chi ne fa uso).
Molti attrezzi possono essere adoperati singolarmente, mentre altri hanno bisogno di essere accoppiati ad un altro attrezzo o ad un'altra apparecchiatura per poter svolgere la propria funzione (ad esempio la punta da trapano ed il trapano, oppure la filiera e il girafiliere).
Nel mondo professionale delle imprese, nell'area produzione, gli attrezzi e le attrezzature sono tantissimi e si distinguono per settore e processo produttivo in cui sono impiegati.

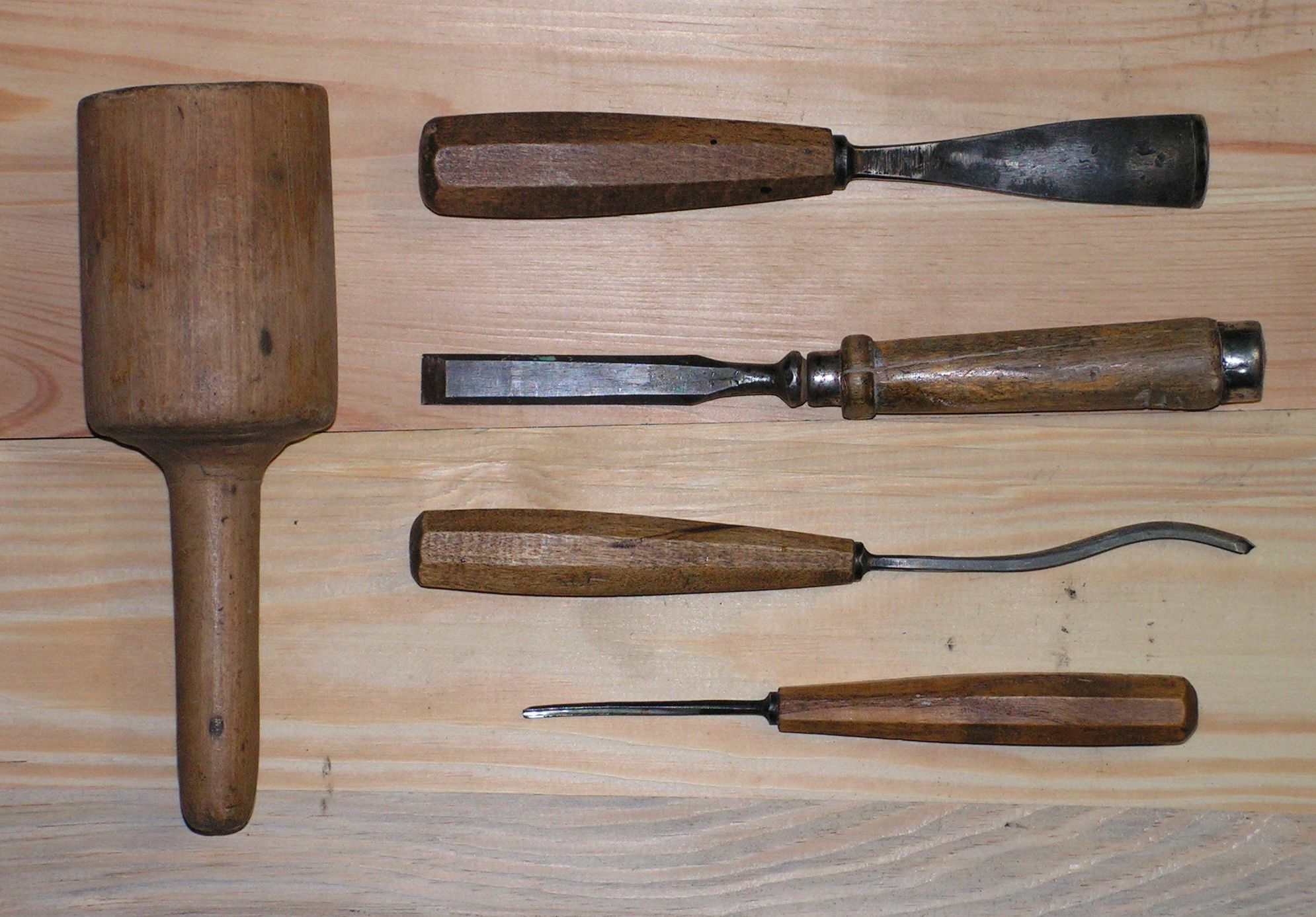
Attrezzi da falegnameria
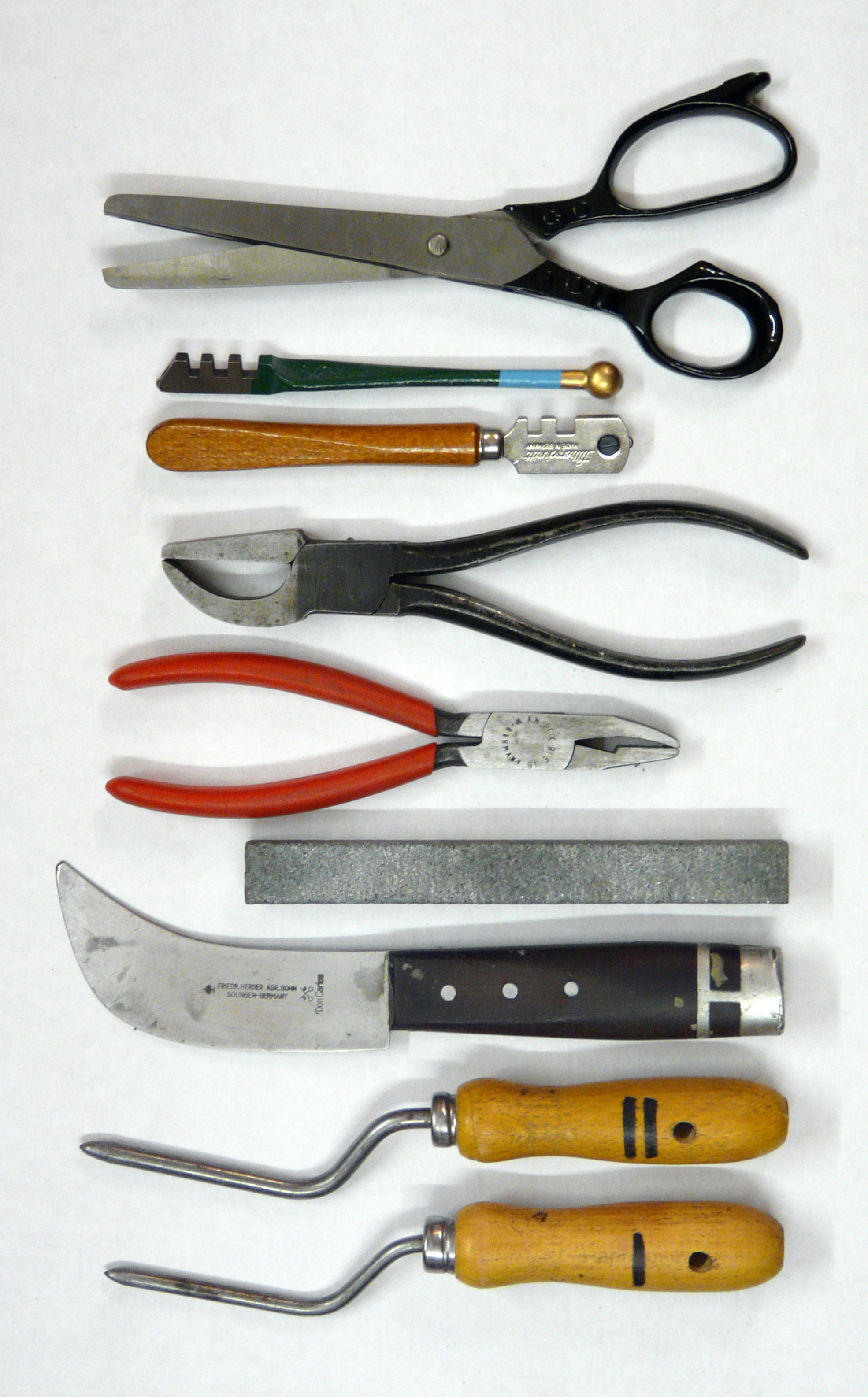
Attrezzi da vetraio
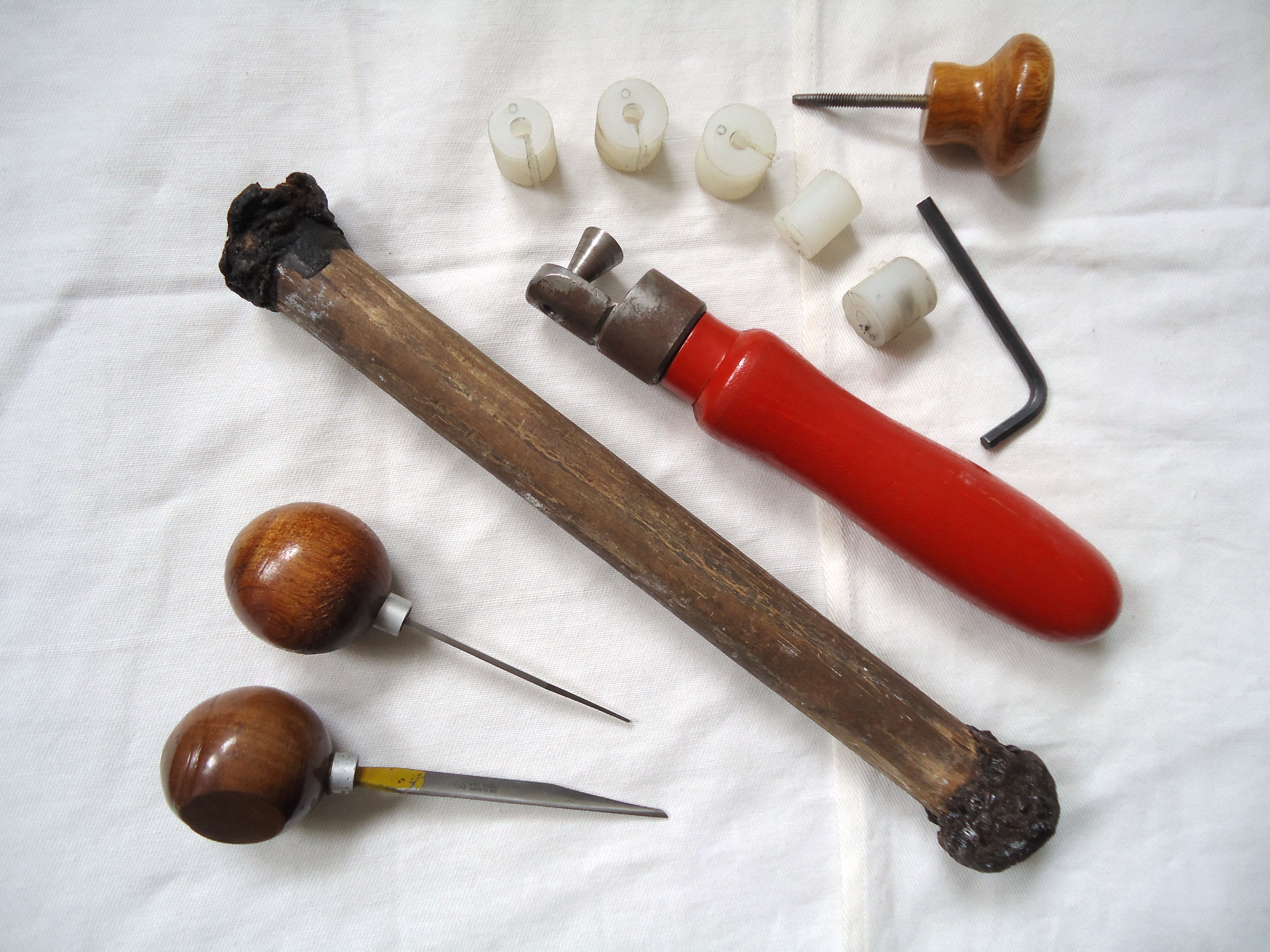
Attrezzi per incastonare le pietre nei gioielli
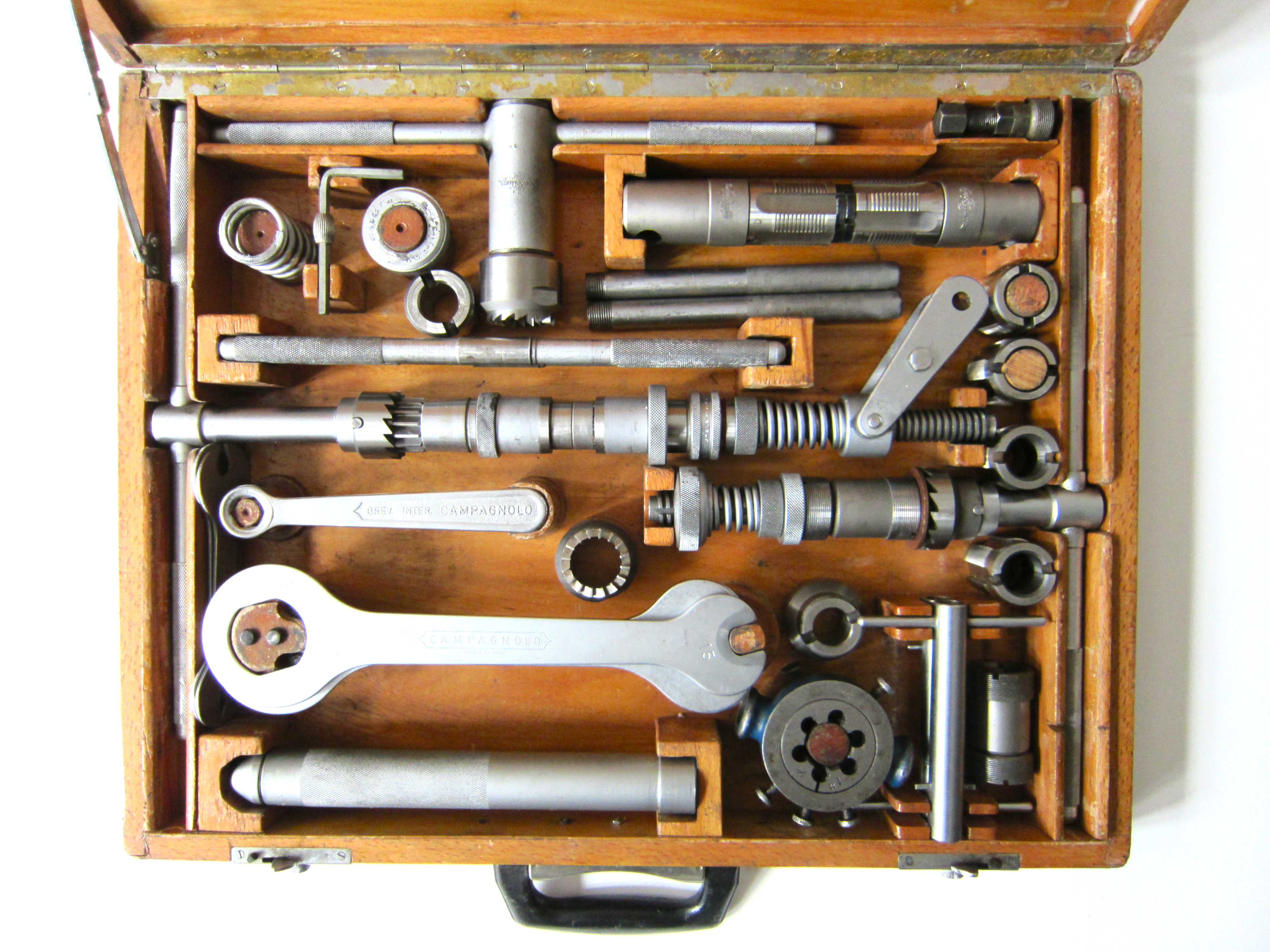
Attrezzi per la riparazione di biciclette
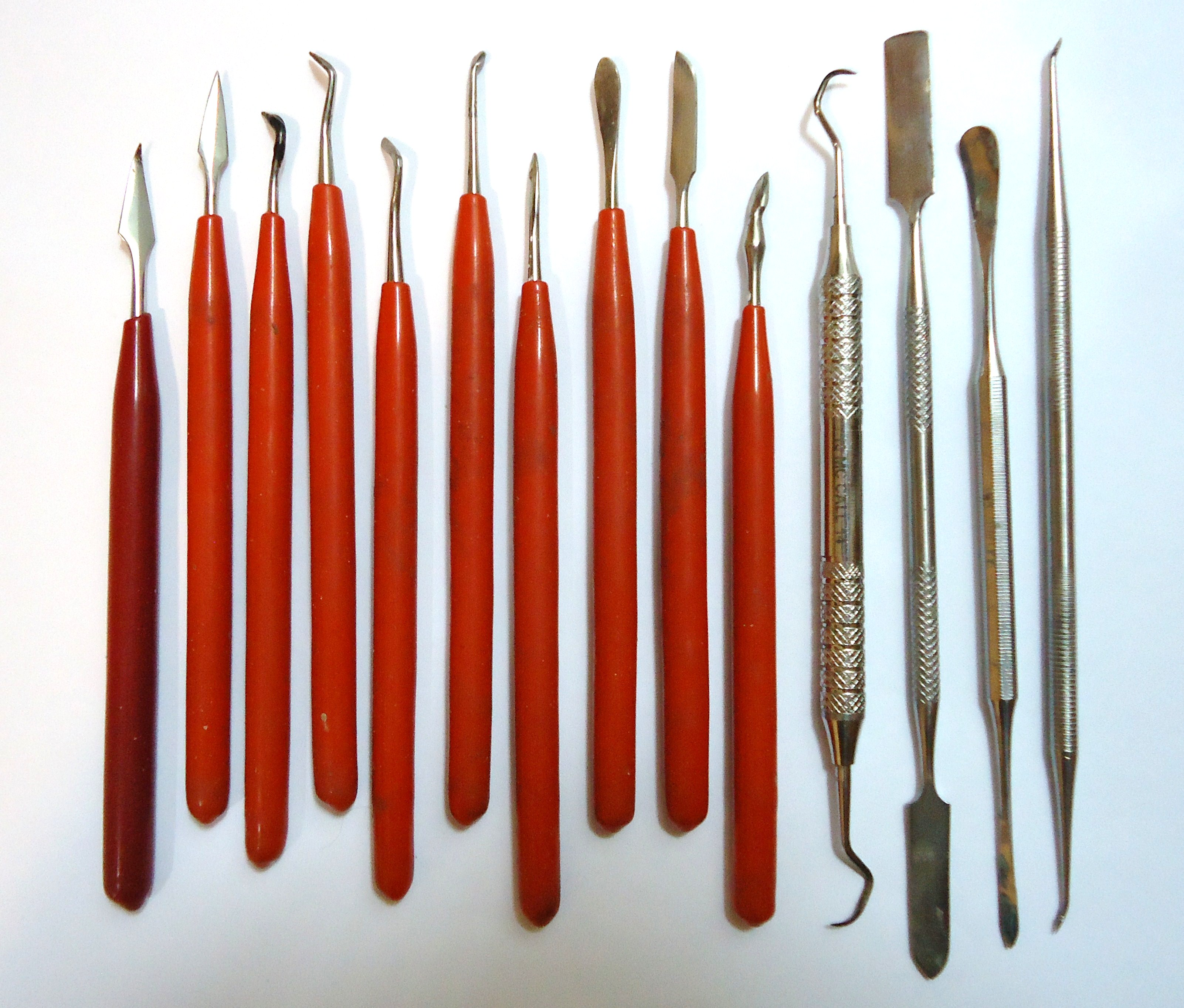
Attrezzi per la scultura della cera

Questa che segue è una classificazione degli attrezzi da lavoro che fa riferimento al tipo di funzione svolto dall'arnese:

| Funzione          | Attrezzi |
| ----------------- | --- |
| edilizia          | cazzuola, frattazzo |
| manovra           | chiave fissa (aperte o a forchetta, poligonali o a stella, a tubo, a bussola, a settore, a brugola), chiave regolabile (inglese, prussiana, a doppio martello), chiave per tubi (giratubi), dinamometrica, estrattore, girafiliere, giramaschi, giratronchi, giravite, leva, levachiodi, mordiglione, piegaferro, piegatubi, curvatubi, pinza, pinzetta, spatola, tiratronchi, cazzuola, piccone |
| percussione       | conio, incudine, martellina, martello, mazza, mazzetta, mazzuolo, punteruolo, tasso |
| serraggio         | morsa, morsetto, pinza autobloccante |
| taglio e foratura | accetta, ago, alesatore, ascia, bisturi, bulino, cesoia, coltello da scandole, filiera, forbici, forò, fresa, fustella, lesina, lima, machete, maschio, pennato, pialla, punta da trapano, punzone, raschietto, roncola, scalpello, scure, sega, segaccio, seghetto, sega circolare, sgorbia, spelafili, succhiello, tagliavetri, tagliolo, trincetto, piccone, pala                             |
| tracciatura       | calibro, compasso, graffietto, livella, pantografo, punta per tracciatore, riga, squadra, traguardo, truschino |

## Conservazione
Gli attrezzi vengono conservati e trasportati di solito in borse o cassette da riparatori o installatori per eseguire lavori che non richiedono l'ausilio di macchine (in particolare macchine utensili) o attrezzature (borsa per gli attrezzi, cassetta per gli attrezzi). 
Dal punto di vista terminologico, l'"attrezzeria" è il reparto di costruzione/regolazione o manutenzione e di immagazzinamento degli attrezzi.

### Cassetta degli attrezzi

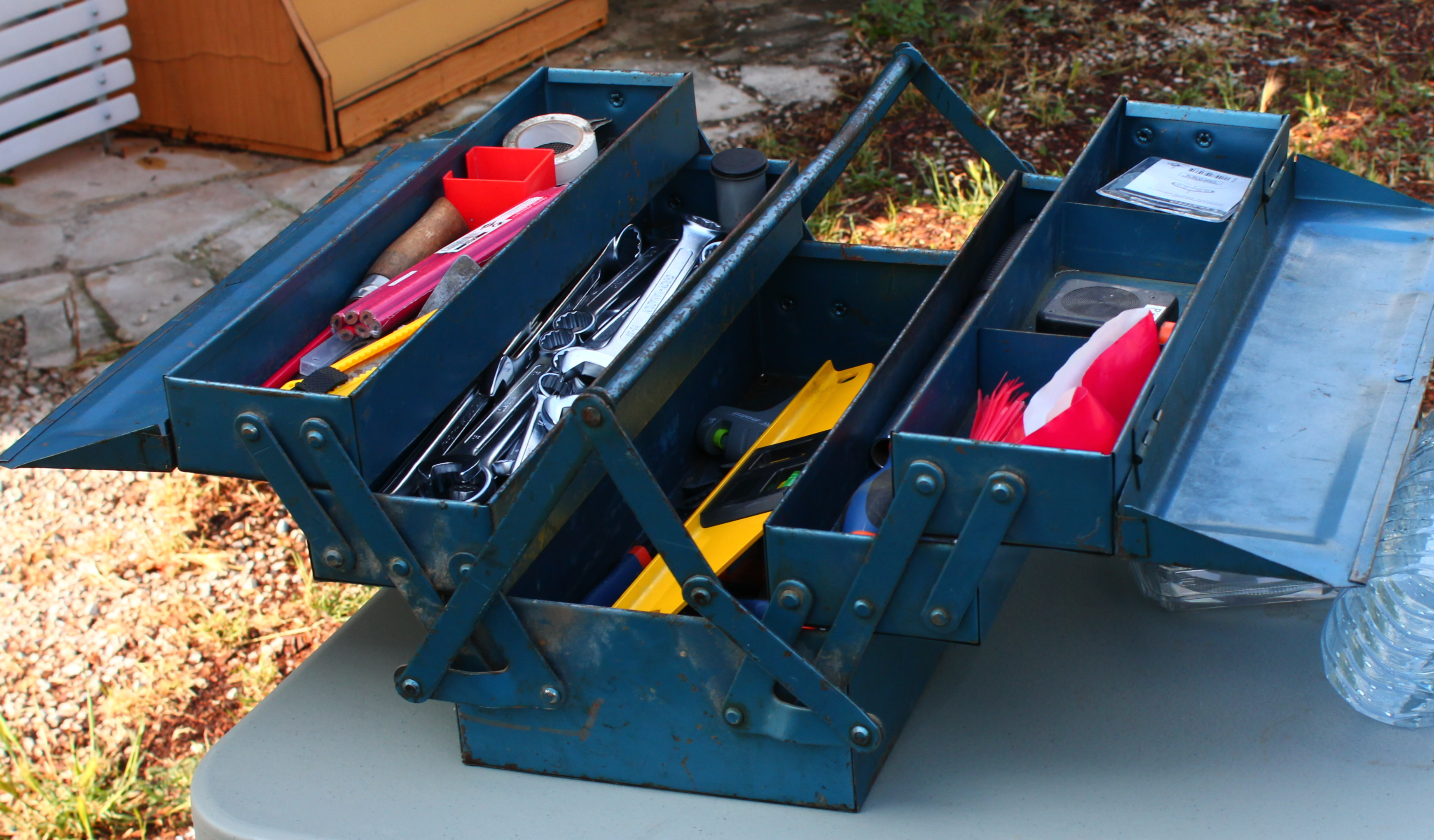
Alcuni utensili in una cassetta per attrezzi

La cassetta degli attrezzi è una scatola utilizzata per immagazzinare, trasportare e proteggere gli attrezzi. Possono essere usate per il lavoro, gli hobby o il fai-da-te, e il loro contenuto dipende dalla particolare applicazione.  
Esistono diversi tipi di cassetta per attrezzi: può essere ad esempio una piccola scatola portatile per trasportare alcuni attrezzi sul luogo di lavoro oppure un grande sistema di stoccaggio su ruote. I moderni contenitori per attrezzi sono prevalentemente in metallo o plastica, mente il legno era il materiale preferito per la produzione di cassette per attrezzi fin dall'inizio del XIX secolo.  
Le cassette portatili sono un tipo di contenitore per attrezzi abbastanza compatto da essere trasportabile, ma dispongono comunque di cassetti per contenere gli attrezzi. Le cassette portatili hanno una maniglia superiore per un facile trasporto e un coperchio superiore che si apre su cerniere. Di solito dispongono di 3–4 cassetti. La maggior parte è realizzata in metallo, ma alcune hanno un corpo di plastica con cassetti metallici per alleggerire la struttura.
I carrelli per attrezzi sono ampiamente utilizzati nel settore dei trasporti per la manutenzione e la riparazione dei veicoli sul posto. Alcuni dei tipi più grandi di carrelli sono semoventi e motorizzati, come i pit car nelle gare automobilistiche.
La cassetta degli attrezzi può anche riferirsi a un grande sistema di stoccaggio di attrezzi o a una cassetta combinata composta da più parti. Tali sistemi sono quasi sempre realizzati in metallo. La maggior parte dei sistemi di stoccaggio degli attrezzi è realizzata in acciaio verniciato, ma alcuni sono in acciaio inox e alluminio. Sono composti da una cassettiera superiore con cassetti estraibili e un coperchio superiore che si apre su cerniere.

## Altri significati
Dal significato originario (meccanico), i termini attrezzi e utensili (con sfumatura lessicale diversa) sono ora impiegati per significare oggetti di altro tipo. Questo sia nel contesto casalingo o personale che in quello professionale o lavorativo. Pertanto, attrezzi e utensili sono ora anche di tipo elettronico, digitale e informatico, idraulico, elettrico, pneumatico, ecc. Ad esempio:
- attrezzi e utensili da cucina;
- dispositivi utilizzati in agricoltura o allevamento;
- apparecchiature sportive o del tempo libero.